# 사랑해 스즈키
</gallery>
《사랑해 스즈키》(일본어: 好きです鈴木くん!!)은 이케야마다 고우 작품의 일본의 만화 작품이다.

## 개요
《Sho-Comi》(쇼가칸)에서 2008년 18호부터 연재 완료된 작품이다. 2014년 1월 현재 플라어 코믹스를 통해 총 18권으로 (총 88화) 완결되어있으며 판매 부수는 250만부 이상을 기록하고 있다. 이케야마다 고우 연재 작품 중 5번째에 해당된다.
6권, 8권 발매시 각각 소설 판 1, 2권이 발매되었다. (저자는 도키우미 유이) 《Sho-Comi》2010년 2호 부록. "프리미엄 애니×ComiDVD"에서 원작의 제 1화가 OVA화되었다. 또 2010년 7월 공식 팬북 (특별판은 애니메이션 DVD(OVA) 부록)과 닌텐도 DS 게임 (초회한정판은 드라마 CD 부록)이 발매되었다.
</gallery>